# Anne d'Autriche (1528-1590)
Pour les articles homonymes, voir Anne d'Autriche.

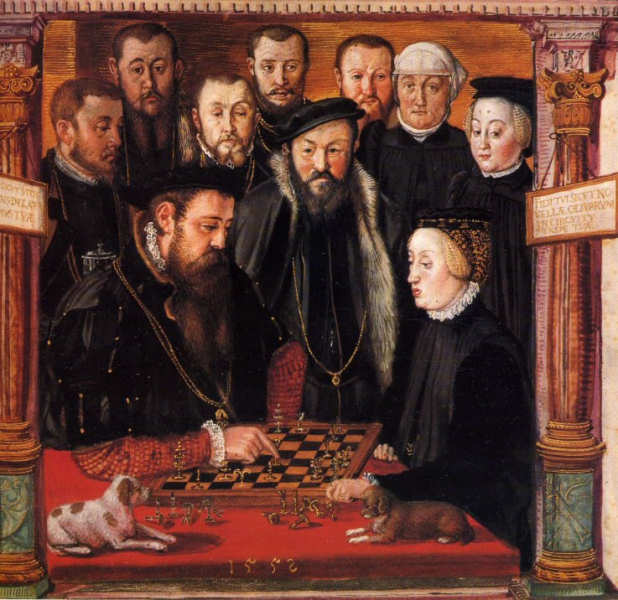
Le duc Albert V et l'archiduchesse Anne jouant aux échecs.

Anne de Habsbourg, généralement appelée Anne d'Autriche, née le 7 juillet 1528 à Prague, morte le 16 octobre 1590 à Munich. Elle fut archiduchesse d'Autriche. 
Fille de Ferdinand Ier (1503-1564), empereur romain germanique (1556-1564) et d'Anne Jagellon (1503-1547).

## Alliances et descendance
Elle est fiancée, en 1545, avec Charles de France, duc d'Orléans, fils du roi de France François Ier et de la duchesse de Bretagne Claude. Le mariage n'est pas célébré en raison du décès prématuré du prince.
En 1546, elle épouse Albert V de Bavière dit le Magnanime (1528-1579), duc en Bavière (1550-1579), dont elle a plusieurs enfants :
1. Guillaume V de Bavière, héritier de son père ;
2. Ferdinand de Bavière, soldat ;
3. Marie-Anne de Bavière, épouse de Charles II d'Autriche ;
4. Ernest de Bavière, évêque.